# Allison Brock
Allison Brock (7 dicembre 1979) è una cavallerizza statunitense, medaglia di bronzo nel dressage a squadre a Rio de Janeiro 2016 con il cavallo Rosevelt.

## Palmarès
- Olimpiadi

Rio de Janeiro 2016:bronzo nel dressage a squadre.